# Phủ Tây Hồ

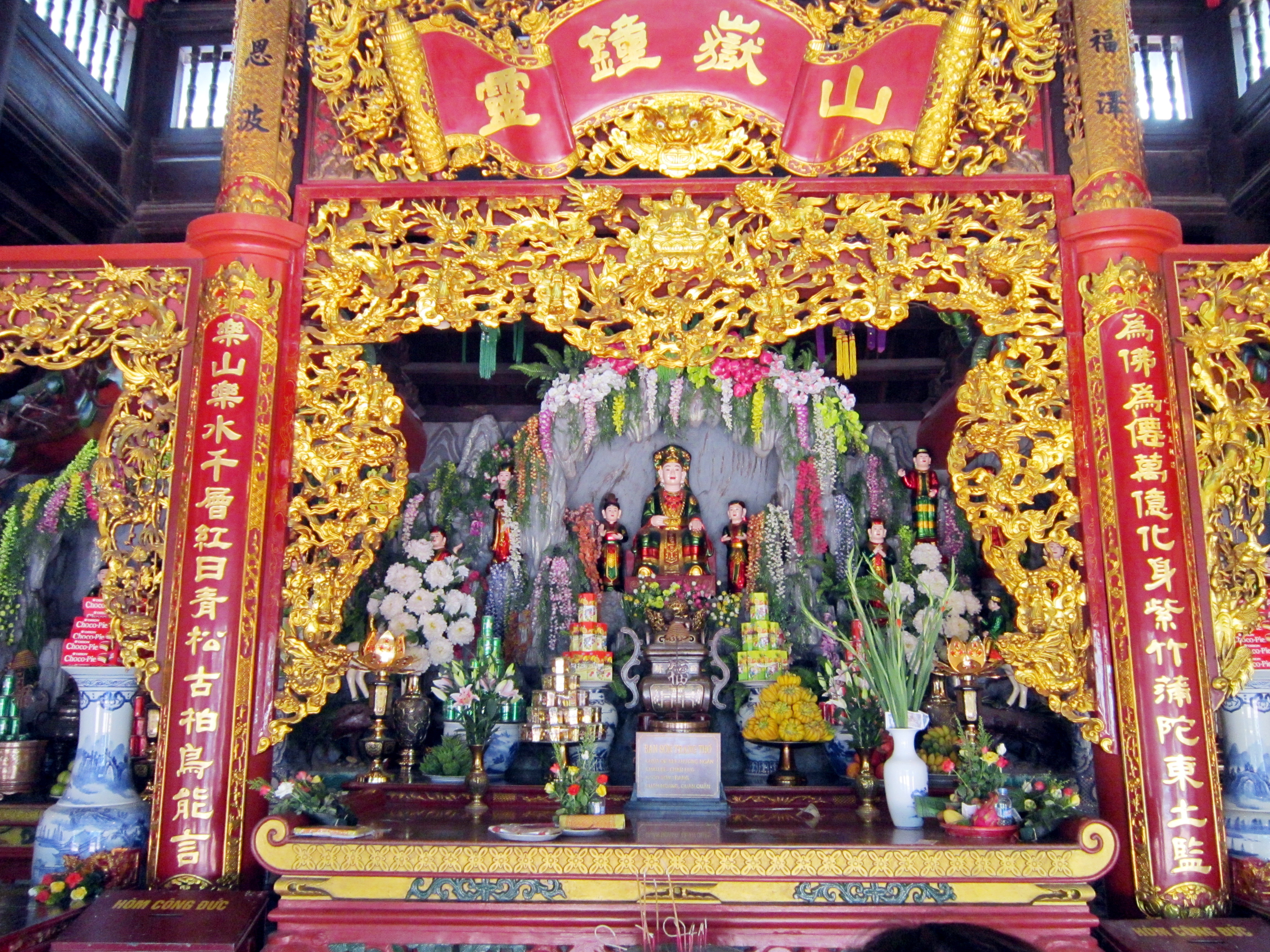
Điện thờ Liễu Hạnh Công chúa trong Phủ Tây Hồ.

Phủ Tây Hồ là một ngôi đền thờ công chúa Liễu Hạnh nằm tại thủ đô Hà Nội của Việt Nam, theo truyền thuyết, phủ được xây dựng vào khoảng thế kỷ 17.
Ngôi đền tọa lạc tại bán đảo lớn của làng Nghi Tàm, nhô ra giữa Hồ Tây, ở số 52 phố Đặng Thai Mai, phường Tây Hồ, thành phố Hà Nội. Theo truyền thuyết, phủ được xây dựng vào khoảng thế kỷ 17 nhưng có thể có muộn hơn. Vì trong các sách nói về di tích của Thăng Long - Hà Nội cổ ra đời đầu thế kỷ 20 như Thăng Long cổ tích khảo, Long Biên bách nhị vịnh, Tây Hồ chí, Hà Thành linh tích cổ lục,...đều không ghi chép về di tích này.
Phủ Tây Hồ đã được Bộ Văn hóa (nay là Bộ Văn hóa, Thể thao và Du lịch) cấp bằng di tích Lịch sử-Văn hóa ngày 13 tháng 2 năm 1996. Ngoài ra, tại sân phủ có một cây si cổ thụ cũng đã được công nhận là "cây di sản Việt Nam", và ở kề bên phủ còn có đền Kim Ngưu thờ Trâu Vàng theo truyền thuyết.
Ngày nay, Phủ Tây Hồ mở hội vào 2 ngày lễ chính là mùng 3 tháng 3 âm lịch và 13 tháng 8 âm lịch.

## Xuất xứ
Tục truyền rằng Liễu Hạnh là Quỳnh Hoa - con gái thứ hai của Ngọc Hoàng, bị đày xuống trần gian vì tội làm vỡ cái ly ngọc quý. Xuống hạ giới, nàng chu du, khám phá khắp mọi miền, qua đảo Tây Hồ dừng lại, phát hiện ra đây là nơi địa linh sơn thủy hữu tình, bèn lưu lại mở quán nước làm cớ vui thú văn chương giữa thiên nhiên huyền diệu.
Người tiên nữ ấy đã ngang dọc một trời giúp dân an cư lập nghiệp, diệt trừ ma quái, trừng phạt tham quan. Đến triều Nguyễn bà được nhà vua phong "mẫu nghi thiên hạ", là một trong bốn vị thần "Tứ bất tử" của Việt Nam.
Trạng nguyên Phùng Khắc Khoan trong lần đi thuyền dạo chơi trên hồ, thấy cảnh đẹp, bèn ghé vào quán Tiên chúa. Tâm đầu ý hợp, họ cùng vịnh bài thơ "Tây Hồ ngự quán" mà nay vẫn còn lưu truyền mãi. Tiên chúa ở đây trong bao lâu không ai biết, chỉ biết khi Phùng Khắc Khoan trở lại tìm thì không còn. Để nguôi ngoai nỗi nhớ, ông cho lập đền thờ người tri âm.

## Kiến trúc
Tam quan vào cổng Phủ Tây Hồ đắp đao lửa, mái làm giả ngói ống, dưới diềm khắc 4 chữ Hán "Phong đài nguyệt các" (Đài gió gác trăng), câu đối hai bên trụ nói về sự tích Phùng Khắc Khoan gặp Liễu Hạnh. Qua cổng Tam Quan là sân phủ rộng rãi chạy sát hồ nước. Trong sân phía bên trái có lầu Cậu, phía bên phải có lầu Cô, tả dương hữu âm, tả phù hữu bật. Phủ chính có quy mô kiến trúc lớn, mặt trước Phủ có cửa tam quan 2 tầng, mái giữa có ghi "Tây Hồ hiển tích" (Dấu để Tây Hồ). Bốn cánh cửa giữa phần trên chạm tứ quý, phần dưới chạm tứ linh, giữa chạm đào thọ. Qua tam quan là phương đình 2 tầng, 8 mái. Nhà tiền tế, hậu cung xây sát sau phương đình; Kế đến là Điện Sơn Trang 3 tầng, 8 mái cong, lòng nhà có 2 tầng, tầng trên thờ Quan Âm, tầng dưới là 3 động Sơn Trang chiếm 3 gian; khu nhà khách, lầu Cô, lầu Cậu.... Phía sau hiên tam quan là tiền đường. Tiền đường có kiến trúc theo kiểu phúc ốc trùng thiềm, tám mái cao vút lên như một vọng lâu. Đây là lối kiến trúc lâu quán của Đạo giáo, cư cao lâm hạ quan sát tứ phương. Phía ngoài tiền đường, ở trên cao là điện thờ Ngọc Hoàng Thượng đế. Sau tiền đường là trung đường xây ba gian đơn giản, tường hồi bít dốc, chắc khỏe. Chính giữa là ban thờ Tam Vị Thánh Mẫu bằng bài vị. Phía bên tả treo quả chuông lớn, phía bên hữu treo chiếc trống lớn theo đúng quy tắc tả dương hữu âm, tả chung hữu cổ. Nơi tôn nghiêm nhất của phủ Tây Hồ là mật cung – cung cấm. Mật cung xây hai gian thờ dọc, kiến trúc theo kiểu phúc ốc trùng thềm, thấp hơn so với trung đường và bái đường, tạo cảm giác ấm cúng thần bí, theo quy luật âm dương của kiến trúc tiền tôn hậu ty, tiền động hậu tĩnh, tiền náo nhiệt hậu tĩnh túc.